# Zofia Fafius
Zofia Fafius, także Zofia Fafiusowa (ur. 18 grudnia 1907 w Warszawie, zm. 6 stycznia 1988 tamże) – polska architekt.

## Życiorys
Z domu Kryńska. Studiowała na Wydziale Architektury Politechniki Warszawskiej, który ukończyła z tytułem inżyniera w 1934. W 1939 została członkiem oddziału Wybrzeże Stowarzyszenia Architektów Polskich (SARP). W 1946 przeszła do oddziału warszawskiego. W latach 1953–1955 pełniła funkcję sekretarza Zgromadzenia Ogólnego SARP, a w okresie 1957–1959 wchodziła w skład Głównego Sądu Koleżeńskiego SARP.
Zofia Fafiusowa była w skali kraju jedną z prekursorek zastosowania uprzemysłowionego budownictwa z prefabrykatów. Kierowała zespołem architektów projektujących osiedle Wierzbno w Warszawie, jedno z pierwszych budowanych w tej, nowej ówcześnie, technologii. W jego skład weszli też Jerzy Stanisławski, Kazimierz Stasiniewicz, Tadeusz Węglarski, Andrzej Wochna i Janusz Osterman.
W 1960 roku otrzymała Nagrodę m.st. Warszawy „za budowę Stolicy”. W latach 1961–1969 (III i IV kadencja) była radną Rady Narodowej miasta stołecznego Warszawy. Uzyskała odznaczenia: Srebrną Odznakę SARP (1954), Medal 10-lecia Polski Ludowej (1955), Krzyż Kawalerski Orderu Odrodzenia Polski (1964) i Odznakę „Milionera” (1974). Szkoła przy ul. Piaseczyńskiej w Warszawie, którą zaprojektowała, otrzymała tytuł Mistera Warszawy 1967. W 1980 roku Zofia Fafius uzyskała status architekta twórcy.
Została pochowana na cmentarzu Powązkowskim.

## Projekty architektoniczne

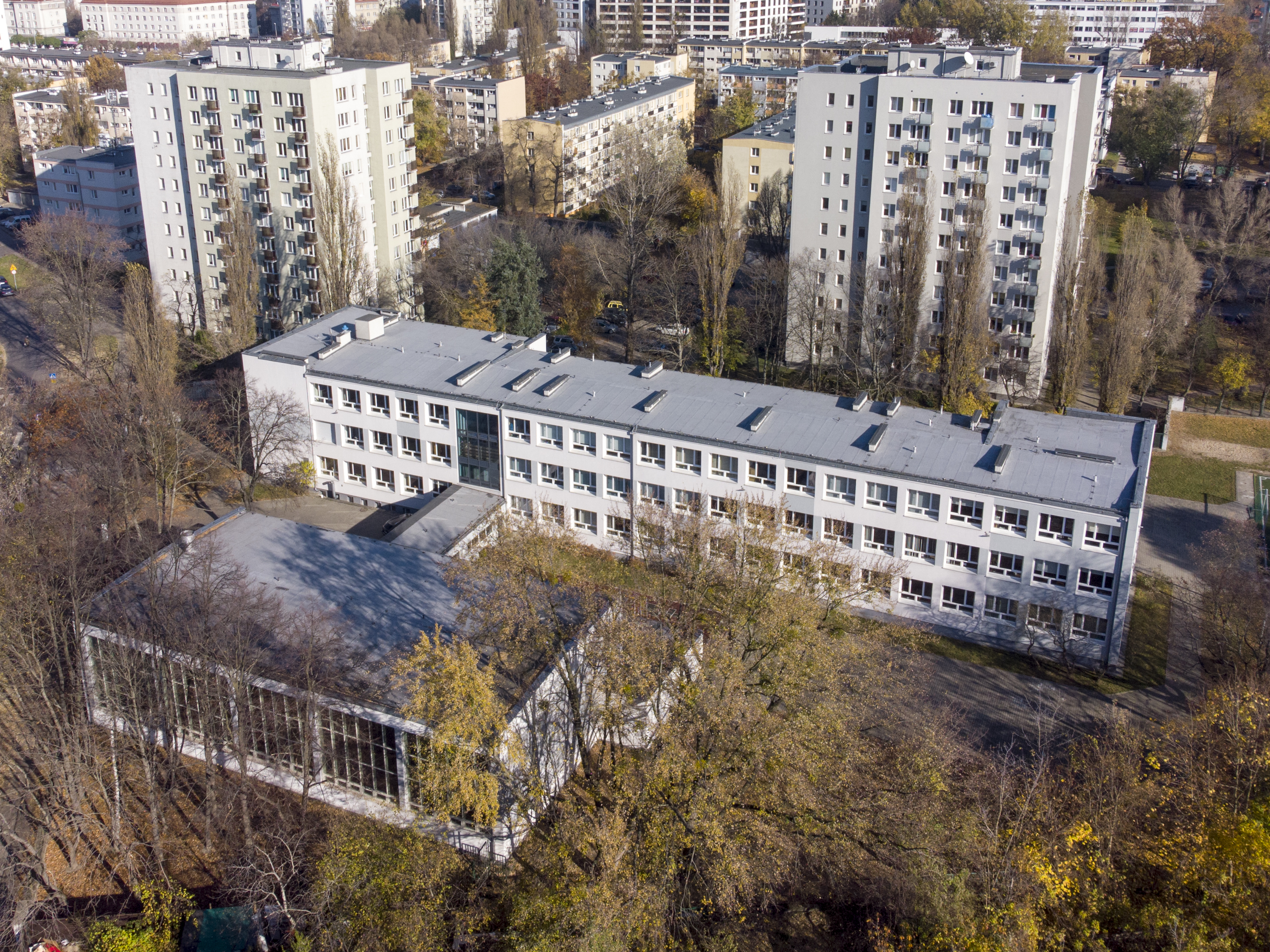
Szkoła przy ul. Piaseczyńskiej 114/116 w Warszawie, która uzyskała tytuł Mistera Warszawy 1967

- Budynek konsulatu Jugosławii w Warszawie (wybudowany w latach 1948–1958)[5]
- Willa rodziny Oskara Sosnowskiego przy ul. Myśliwieckiej 18 w Warszawie (1949–1952)[5][1].
- Dom mieszkalny przy ul. Brackiej 5 w Warszawie (1949–1951)[5]
- Dom mieszkalny przy ul. Kruczej 7 w Warszawie (1949–1952)[5]
- Budynek szkoły tysiąclecia przy ul. Elektoralnej 5/7 w Warszawie (1959) mieszczący Liceum Ogólnokształcące im. Andrzeja Frycza Modrzewskiego[2]
- Osiedle Wierzbno C w Warszawie (1955–1965, generalny projektant)[5][3]
- Osiedle Sielce w Warszawie – część zachodnia (1956–1957, generalny projektant)[5][2]
- Dwa budynki mieszkalne na osiedlu Latawiec w Warszawie, przy placu Na Rozdrożu (1960)[10]
- Budynek szkoły tysiąclecia przy ul. Piaseczyńskiej w Warszawie (wraz z Tadeuszem Węglarskim i Adolfem Derentowiczem) na osiedlu Dolna-Sobieskiego (1966–1967, Mister Warszawy 1967)[5][2].